# ابوشامه مقدسی
عبدالرحمان بن اسماعیل مَقدَسی شهرت‌یافته و لقب‌گرفته به ابو شامه (۹ دسامبر ۱۲۰۲ - ۱۰ ژانویه ۱۲۴۸) قاری، محدث، فقیه، زبان‌شناس، تاریخ‌نگار، نویسنده و شاعر شامی در سدهٔ هفتم هجری بود.

## زندگی
وی در دمشق زاده شد و از خردسالی به حفظ قرآن و آموختن علوم مشتاق بود. در ۶۰۱ خورشیدی به بیت‌المقدس و سپس به مصر رفت و در شهرهای قاهره، دمیاط و اسکندریه به کسب دانش پرداخت. از جمله استادان او در مصر و شام، باید از فخر الدین ابومنصور ابن عساکر، ابوالحسن علی سخاوی نام برد.
پس از بازگشت به دمشق، گویا تا پایان زندگی، دیگر به سفر نپرداخت و روزگار خود مرا به مطالعه، تدریس، نقل حدیث، تألیف و پاسخ گویی به مسایل شرعی گذرانید.
از جمله مشاغل او، استادی دارالحدیث اشرفیه، ریاست قاریان تربت اشرفیه و در اواخر عمر، مدیریت دارالحدیث اشرفیه بود.
او عادت به بدگویی از دیگران و اهانت به علما و بزرگان داشته و از سوی دیگر جسارت در بیان حق و مبارزه با بدعتها و درگیریهای مذهبی حنبلیها شافعیان او را گرفتار کرد. دو تن از شاگردانش یا به روایتی از مخالفان او، به بهانه‌ای وارد خانه‌اش شدند و او را زخمی کردند که در پی این آسیب یا بر اثر سوءقصدی دیگر درگذشت و در دارالفرادیس دمشق به خاک سپرده شد.
از معروفترین کتاب‌های وی کتاب «الروضتین فی أخبار الدولتین الصلاحیة والنوریة» است.